# Broumy
Broumy (en allemand : Braum) est une commune du district de Beroun, dans la région de Bohême-Centrale, en République tchèque. Sa population s'élevait à 974 habitants en 2020.

## Géographie
Broumy se trouve à 17 km à l'ouest de Beroun et à 44 km à l'ouest-sud-ouest du centre de Prague.

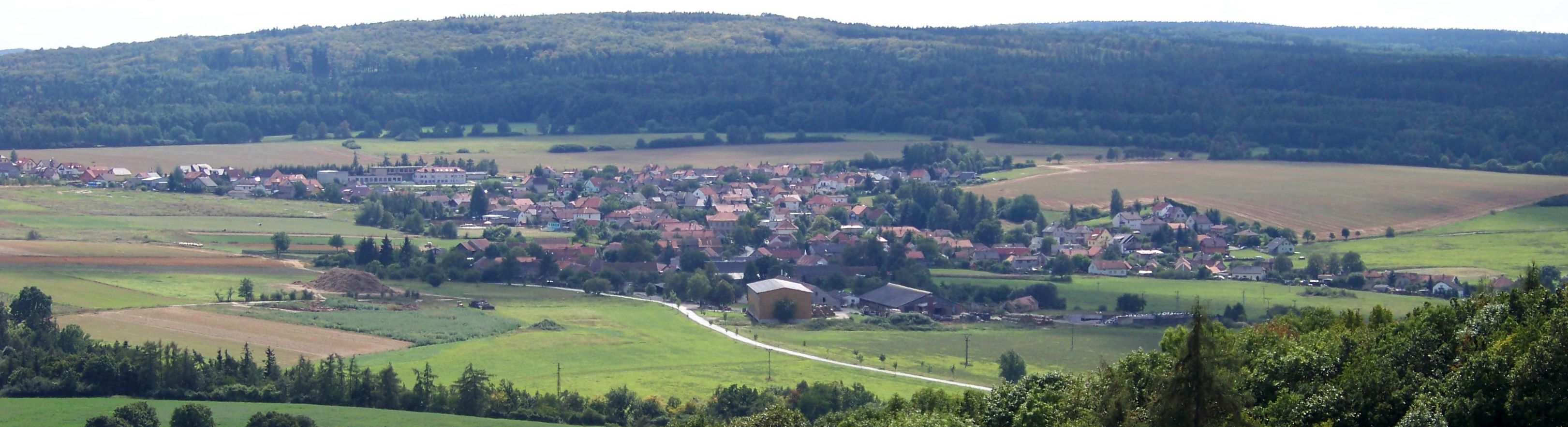
Panorama de Broumy.

La commune est limitée par Karlova Ves au nord, par Roztoky, Kublov, Hudlice et Svatá à l'est, par Hředle, Březová et Bzová au sud, et par Líšná et Skryje à l'ouest.

## Histoire
La première mention écrite du village date de 1358.